# Réserve naturelle d'Haverstingen
La réserve naturelle d'Haverstingen est une réserve naturelle de 2,57 km2 située sur les communes de Ringerike et Krødsherad dans le comté de Buskerud. Elle est constituée de grandes parties de forêt. Le parc a été créé par résolution royale le 10 juin 2005. 
La création du parc a pour but de préserver l'écosystème de la forêt (faune et flore). La flore est riche au niveau du sol dont plusieurs espèces sont considérées en voie de disparition et sont inscrites sur la liste rouge nationale.